# Elisabeth Kellermann
Elisabeth Kellermann (* 3. Mai 1892 in Witten; † 24. März 1979 in Uelsby) war eine deutsche Zeichenlehrerin und Buchillustratorin.

## Leben
Elisabeth Kellermann besuchte die Kunstakademie in Kassel und legte dort 1912 das Examen zur Zeichenlehrerin für höhere Schulen ab.
Nach Beendigung der Ausbildung war sie von 1912 bis 1915 zuerst in Witten, und von 1915 bis zu ihrer Pensionierung, 1952, an der Auguste Viktoria-Schule in Itzehoe im Schuldienst tätig; zu ihren Schülerinnen gehörte unter anderem auch Gisela Kühler-Balcke. In Itzehoe war sie in der Breitenburgerstr. 38 ansässig.
Sie war befreundet mit der Malerin Helene Gries-Danican, mit der sie sich, zusammen mit Margot Claussen, 1920 an einer Kunstausstellung in Itzehoe beteiligte.

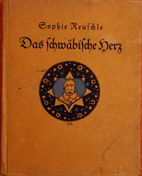
Titel Das schwäbische Herz

Ihr Frühwerk entstand unter dem Einfluss eines romantischen Jugendstils im Sinne Heinrich Vogelers; mit dessen Ehefrau Martha Vogeler stand sie in Briefkontakt wie auch mit Clara Westhoff.
Sie schuf Buchillustrationen, unter anderem für die Märchensammlung Im Netz der Märchenspinne von Friedrich Albert Meyer (1883–1967), dass 1924 im Albert-Zwißler-Verlag in Wolfenbüttel erschien, sowie Illustrationen für Das schwäbische Herz von Sophie Reuschle, das 1920 in der Buchreihe Zweifäusterdruck des Verlages Erich Matthes in Leipzig und Hartenstein erschien.
1920 führte sie ein Studienaufenthalt nach Leipzig und 1929 nach München und Italien.
Ihre späteren, mehr kunstgewerblichen Arbeiten sind vornehmlich aus schulischen Aufgaben, unter anderem Collagetechnik und Applikationen, entwickelt und lassen keine eigenständige Handschrift mehr erkennen.
Wenige Jahre nach ihrer Pensionierung fiel sie in Depressionen, die dazu führten, dass sie erst zeitweilig, später auf Dauer, in einem Ülsbyer Sanatorium lebte.

## Schriften (Auswahl)
- Vom modernen Zeichenunterricht. In: Deutsche Mädchenbildung. 1926. S. 359–367.
- Neue Literatur über Zeichnen. In: Deutsche Mädchenbildung, Band 8. 1932. S. 236–238.